# Ioannis Ral·lis
Ioannis Ral·lis (en grec: Ιωάννης Δ Ράλλης) (Atenes, 1878 - Atenes, 26 d'octubre de 1946) fou un polític i advocat grec, últim primer ministre del govern col·laboracionista proalemany durant l'ocupació de Grècia. Va contribuir decisivament a crear els Batallons de Seguretat, les forces paramilitars de dretes que, amb el suport de les autoritats gregues i alemanyes, van lluitar contra la resistència. Després de l'alliberament, durant el període de desnazificació de Grècia, va ser condemnat a la presó per vida. Va morir a la presó a Atenes el 1946.
Ral·lis era fill de l'ex primer ministre grec, Dimítrios Ral·lis que procedia d'una família amb una llarga tradició en el lideratge polític i va ser el pare de Georgios Ral·lis.
Va estudiar Dret a la Universitat d'Atenes, així com a França i Alemanya. Al seu retorn a Grècia va exercir com advocat.
El 1905, va ser escollit membre del parlament per primera vegada, on es va mantenir fins a 1936, quan la democràcia va ser abolida a Grècia pel règim del 4 d'agost del general Ioannis Metaxàs.